# Trabeculus aviator
Trabeculus aviator är en insektsart som först beskrevs av Evans 1912.  Trabeculus aviator ingår i släktet Trabeculus och familjen fjäderlöss. Inga underarter finns listade i Catalogue of Life.